# Bornes armoriées de La Bourboule
Les bornes armoriées de La Bourboule sont des bornes armoriées situées à La Bourboule dans le département français du Puy-de-Dôme, en région Auvergne-Rhône-Alpes.

## Historique
Ces bornes marquent l’ancienne limite entre le dauphiné d'Auvergne et la seigneurie de Latour d’Auvergne, encore visible aujourd'hui sous des dénominations modernes.

### Protection
Les cinq bornes armoriées sont inscrites au titre des monuments historiques par arrêté du 30 mai 1984.

## Description
L’ensemble comprend cinq bornes : une triangulaire, marquant trois juridictions, ornée d’un écu à trois fleurs de lys, datable d’avant le XVe siècle ; et quatre autres, rectangulaires et alignées, portant d’un côté les armes du dauphiné d’Auvergne, de l’autre celles de la maison de La Tour d’Auvergne,.